# Родеріх Бенедікс
Юліус Родеріх Бенедікс (нім. Julius Roderich Benedix) ; 21 січня 1811, Тале (Thale), Лейпциг — 26 вересня 1873, Лейпциг — німецький драматург, актор, режисер 19-го століття.

## Короткий життєпис
Народившись у Лейпцигу 21 січня 1811 р. там же ходив до школи св. Томаса, після закінчення якої не поступав в у ніверситет, а у театр, куди його нестримно тягло. З 1831 р. протягом двох наступних він грав у трупі Едуарда Генріха Бетмана (Heinrich Eduard Bethmann) в Дессау (Dessau), Бернбургу (Bernburg), Майнінгені (Meiningen)і Рудольштадті (Rudolstadt). У 1833 р. він отримав запрошення з Вестфалії й Рейнської області та виступав у Міндені, Падерборні, Клеве, Крефельді, Майнці і Вісбадені аж поки не зупинився у Везелі (Wesel) на Нижньому Рейні в 1838 році. Тут йому вдалося в 1841 році поставити свою першу виставу «Замшіла голова» (Das bemooste Haupt), яка з рішучим успіхом обійшла майже всі театри Німеччини. Не менший успіх мала його друга п'єса «Доктор Веспе» (Doktor Wespe).
Після цього Бенедікс перейняв на себе редагування народною газетою «Der Sprecher», але переїхав в 1842 році до Кельну, де проводив багато відвідувані лекції про «Фауста» Гете. У 1844 році він став протягом року директором міського театру у Вупперталі. З 1847 р. він працював на такій же посаді в Кельні. Водночас читав лекції обраній публіці про найновішу лірику і драматургію Німеччини. Пізніше Бенедікс був інтелектуально активним завжди в різних містах Німеччини, але в останні роки, страждаючи фізично, зупинився в Лейпцигу, де і помер 26 вересня 1873.

## Творча діяльність
Як драматург Бенедікс проявив себе найбільше як комедіограф. Більшість його комедій були улюбленими творами німецького народу. Навіть за межами Німеччини вони знаходили визнання. Його головна сила полягала не в характеристиці, що рідко підіймалися над фотографічного відтворення комфортної і більш впевненою в собі середньої людини, навіть не у поетичному фундаментальному погляду на світ, але в повноті ситуацій і змін сцен в барвистому, розважальному стилі, у веселих комбінаціях випадковості, в ускладненнях і плутанини, в точному знанні театру, і його старомодних, але все ще ефективних ефектів. До цього приєднувалися свіжим і живий діалог, відповідний характерам фігур, не блискучий і багатий, але змістовний дотепністю і певній мірі напрямку повчальністю. Бенеликс намагався бути народним письменником і вихователем. З його полемічних творів треба відмітити критику шекспіроманії, невиправданий ентузіазм щодо Шекспіра

## Твори

### Драми
| valign="top" - Der Weiberfeind. Lustspiel in 1 Akt, ca. 1846. — "Ворог жінок" - Das bemooste Haupt — "Замшіла голова" - Doktor Wespe — "Доктор Веспе" - Der Steckbrief — "Штекбріф" (Публікація про розшук злочинця із зазначенням його прикмет). - Der alte Magister — "Старий магістр" - Der Vetter — "Кузен" - Eigensinn — "Впертість" - Der Prozeß — "Процес" - Die Hochzeitsreise — "Весільна подорож" - Die Eifersüchtigen — "Ревнивці" - Das Gefängnis — "В'язниця" | valign="top" - Die zärtlichen Verwandten — «Ніжні родичі» - Der Liebesbrief — «Любовний лист» - Die Schuldbewußten — «Свідомість провини» - Aschenbrödel — «Чад попелу» - Das Lügen — «Брехні» - Ein Lustspiel — «Комедія» - Das Stiftungsfest — «Свято заснування» - Mathilde — «Матільда» - Die Verlobung, 1862 — «Заручини» - Die Dienstboten, ca. 1865 — «Посланець» |

### Решта
- Deutsche Volkssagen, 6 Bände, Wesel 1839-41, Neuausgabe 1851 — «Німецькі легенди»
- Niederrheinischer Volkskalender, 1836-42 — «Нижньорейнський народний календар».
- Gedenkbuch für das Leben, Wesel 1841 — «Пам'ятна книга для життя»
- Bilder aus dem Schauspielerleben, 2. Aufl. Wesel 1851 — «Картинки з життя актора»
- Die Landstreicher, Roman 1867 — «Волоцюга»
- Der mündliche Vortrag, 3 Bände, 3. Auflage Leipzig 1871 — «Усна доповідь»
- Das Wesen des deutschen Rhythmus, Leipzig 1862 — «Сутність німецького ритму»
- Katechismus der deutschen Verskunst, 2. Auflage Leipzig 1879 — «Катехізис німецького віршування»
- Katechismus der Redekunst, 3. Auflage Leipzig 1881 — «Катехізис риторики»
- Die Shakespearomanie. Zur Abwehr, postum, Stuttgart 1873 — «Шекспіроманія».